# Lithobius tatricus
Lithobius tatricus är en mångfotingart som beskrevs av Dobroruka 1958. Lithobius tatricus ingår i släktet Lithobius och familjen stenkrypare. Inga underarter finns listade i Catalogue of Life.